# Laos provinser
Laos är indelat i 16 provinser (khoueng), 1 kommun* (kampheng nakhon), och 1 huvudstadsområde (nakhon luang).

Laos provinser.

| Nr | Indelning                         | Huvudstad          | Yta (km²) |
| -- | --------------------------------- | ------------------ | --------- |
| 1  | Attapeu                           | Attapeu            | 10 320    |
| 2  | Bokeo                             | Ban Houayxay       | 6 196     |
| 3  | Bolikhamsai                       | Paksan             | 14 863    |
| 4  | Champasack                        | Pakse              | 15 415    |
| 5  | Hua Phan                          | Xamneua            | 16 500    |
| 6  | Khammuan                          | Thakhek            | 16 315    |
| 7  | Louang Nam Tha                    | Louang Namtha      | 9 325     |
| 8  | Louang Prabang                    | Louang Prabang     | 16 875    |
| 9  | Udomxai                           | Muang Xay          | 15 370    |
| 10 | Phongsali                         | Phôngsali          | 16 270    |
| 11 | Sainyabuli                        | Sainyabuli         | 16 389    |
| 12 | Saravane                          | Salavan            | 10 691    |
| 13 | Savannakhet                       | Kaysone Phomvihane | 21 774    |
| 14 | Sekong                            | Sekong             | 7 665     |
| 15 | Vientiane Prefektur och Vientiane | Vientiane          | 3 920     |
| 16 | Vientiane                         | Muang Phôn-Hông    | 15 927    |
| 17 | Xieng Khouang                     | Phonsavan          | 15 880    |